# Ciudad del Medio Ambiente Soria
Ciudad del Medio Ambiente Soria – hiszpański męski klub siatkarski z Sorii założony 15 maja 1978 roku. Sekcja siatkarska klubu sportowego Numancia Soria.

## Nazwy klubu
Club Deportivo San José (1978-1998):
- 1988-1990 – Caja Soria San José
- 1990-1992 – Unión Duero Caja Soria
- 1992-1995 – Grupo Duero Soria
- 1995-1997 – Caja Salamanca y Soria

## Historia
W 1978 roku powstał Club Deportivo San José. W pierwszych latach istnienia siatkarska drużyna występowała w niższych ligach. Pod koniec lat 80. tytularnym sponsorem klubu została Caja Soria. W 1988 roku awansowała do najwyższej klasy rozgrywkowej (División de Honor). W 1994 roku zdobyła Puchar Króla. W sezonie 1994/1995 po raz pierwszy została mistrzem Hiszpanii. Sukces ten powtórzyła w sezonie 1995/1996.
Pod koniec lat 90. CD San José był zadłużony na ok. 9 milionów peset. W listopadzie 1998 roku wraz z przejęciem długu przez Club Deportivo Numancia w jego struktury weszła drużyna siatkarska klubu San José. Zespół przyjął nazwę Numancia Caja Duero Soria.
Latem 2013 roku CD Numancia ogłosił, że przestaje wspomagać zespół. Licencję na grę w Superlidze przejął klub Curva Soriana.

## Rozgrywki krajowe
- Mistrzostwa Hiszpanii: 1995, 1996, 1999
- Puchar Hiszpanii: 1994, 2001, 2008
- Superpuchar Hiszpanii: 1995, 2000

## Rozgrywki międzynarodowe
| Sezon     | Rozgrywki        | Faza                |
| --------- | ---------------- | ------------------- |
| 1995/1996 | Liga Mistrzów    | faza grupowa        |
| 1996/1997 | Liga Mistrzów    | faza grupowa        |
| 2001/2002 | Puchar Top Teams | faza grupowa        |
| 2002/2002 | Puchar CEV       | faza kwalifikacyjna |
| 2005/2006 | Puchar CEV       | 1/4 finału          |
| 2006/2007 | Liga Mistrzów    | faza grupowa        |

## Kadra w sezonie 2009/2010
| Numer   | Imię i nazwisko                 | Przydomek        | Narodowość | Data urodzenia | Wzrost (w cm) | Pozycja      |
| ------- | ------------------------------- | ---------------- | ---------- | -------------- | ------------- | ------------ |
| 1       | Xavier Folguera Estruga         | Xavi Folguera    | Hiszpania  |                | 181           | rozgrywający |
| 2       | Manuel Salvador Esteban         | Manu Salvador    | Hiszpania  |                | 192           | przyjmujący  |
| 3       | Miguel Mateo Castrillo          | Miguel Mateo     | Hiszpania  |                | 194           | atakujący    |
| 5       | Carlos Alexandre Moreira        | Bambú            | Hiszpania  |                |               | środkowy     |
| 6       | Evandro Pontes                  | Evandro Pontes   | Hiszpania  |                |               | przyjmujący  |
| 7       | Víctor Felipe Silveira Oliveira | Vitao            | Hiszpania  |                | 205           | środkowy     |
| 8       | José Antonio Casilla Cortés     | Pepe Casilla     | Hiszpania  |                | 198           | przyjmujący  |
| 10      | Nelson Dimitroff                | Nelson Dimitroff | Brazylia   |                |               | atakujący    |
| 11      | Alfonso Flores Peña             | Alfonso Flores   | Hiszpania  |                |               | rozgrywający |
| 12      | Álvaro Hernández Corredor       | Álvaro Hernández | Hiszpania  |                | 180           | libero       |
| 13      | Ismael de Miguel Esteban        | Ismael de Miguel | Hiszpania  |                | 192           | libero       |
| 16      | Alberto Salas del Amo           | Alberto Salas    | Hiszpania  |                | 194           | środkowy     |
| Źródło: |                                 |                  |            |                |               |              |